# Weesenstein
Weesenstein ist zentraler Ortsteil der Gemeinde Müglitztal im Landkreis Sächsische Schweiz-Osterzgebirge. Der Ort befindet sich in 14 km Luftlinie südöstlich vom Stadtzentrum Dresdens. Er ist berühmt für das gleichnamige Schloss Weesenstein.

## Geographie

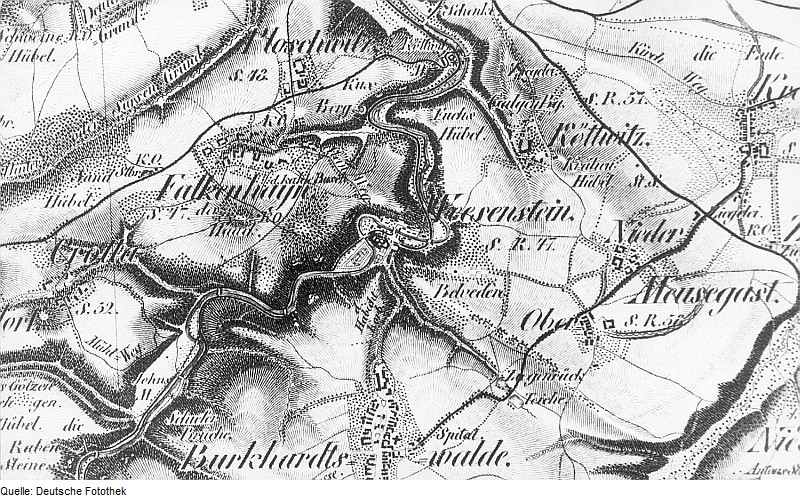
Weesenstein auf der Oberreit-Karte 1821

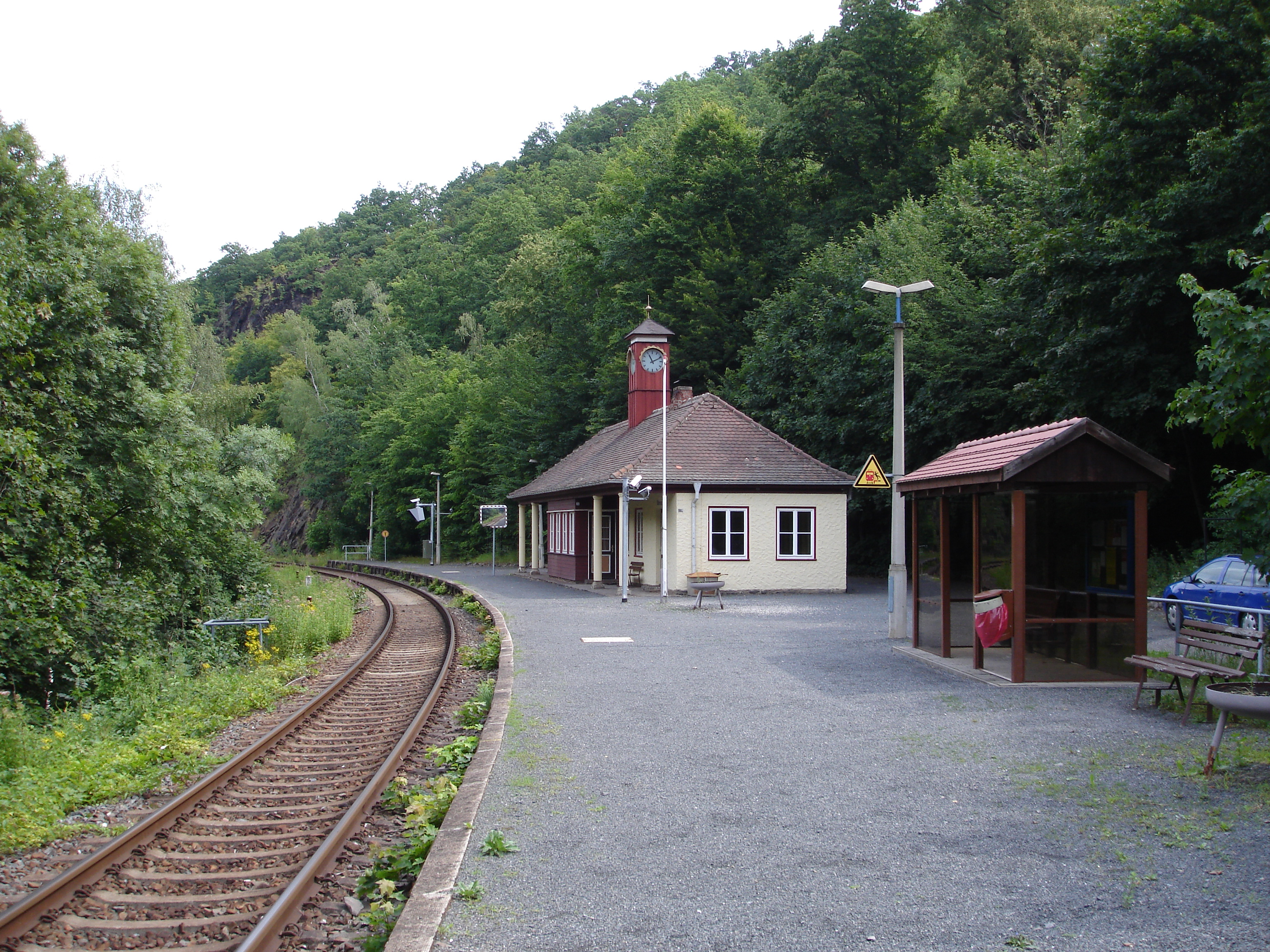
Haltepunkt Weesenstein der Müglitztalbahn

Weesenstein ist von seiner Siedlungsform her eine Gutssiedlung mit Häuslerzeilen. Der Ort befindet sich im ca. 30 Meter tiefen Kerbsohlental, am linken Ufer der Müglitz, die nach Norden fließt. Das Schloss befindet sich auf einem Felssporn, der von Osten in das Tal hineinragt und die charakteristische Flussschlinge herausbildet. Der Ort wird von der Staatsstraße 178 und der Müglitztalbahn erschlossen.
Der Ort liegt auf etwa 175 Metern Meereshöhe. Hier verläuft die Feuersteinlinie, die Linie des weitesten Vordringens der nördlichen Inlandsvereisung im Verlauf Kreischa – Cottaer Spitzberg.

### Lage
| Falkenhain | Dohna                                       | Köttewitz |
|            | Kompassrose, die auf Nachbargemeinden zeigt | Meusegast |
|            | Burkhardswalde                              |           |

## Geschichte
Weesenstein wurde im Jahre 1318 als Weysinberg erstmals urkundlich erwähnt und war damals als Hus verfasst. 1436 ist Wesenstein / Weißenstein  als castrum bezeichnet und untersteht der Pflege Dohna, später dem Amt Pirna.
Die Grundherrschaft lag beim Rittergut Weesenstein, welches zwischen 1551 und 1858 dokumentiert ist.
Ab 1856 war Weesenstein Teil des Gerichtsamts Pirna, ab 1875 der Amtshauptmannschaft Pirna. 1952 kam Weesenstein in der DDR zum neuen Kreis Pirna und wurde am 1. März 1994 Teil der Gemeinde Müglitztal, die gemeinsam mit Burkhardswalde, Maxen und Mühlbach gegründet wurde. Seit dem 1. August 1994 gehörte Müglitztal mit Weesenstein zum Landkreis Sächsische Schweiz, seit 2008 ist sie Teil des Landkreises Sächsische Schweiz-Osterzgebirge.
Weesenstein war zunächst zu Dohna gepfarrt. Jedoch existiert die Schlosskapelle seit ca. 1500. Von 1840 bis 2001 existierte die Kirchgemeinde Burkhardswalde-Weesenstein, die Dohna unterstand. Die Schlosskapelle wurde 1870 Pfarrkirche für Dorf Weesenstein und ist seit 1917 Filialkirche von Burkhardswalde.
Weesenstein war geprägt von Landwirtschaft und Handwerk. Bekannt war die Schuhfabrik Weesenstein in DDR-Zeiten.
Der Ort Weesenstein wurde beim Hochwasser im Osterzgebirge 1927 sowie beim Augusthochwasser 2002 verheerend betroffen und mehrere Häuser vollständig zerstört. In einer dramatischen Rettungsaktion mussten vom Hochwasser eingeschlossene Bewohner mit Hubschraubern geborgen werden.
 siehe auch: Geschichte Weesensteins

### Schloss Weesenstein
Aufgrund der strategisch günstigen Lage entstand auf einem Felssporn über dem im Müglitztal verlaufenden Handelsweg nach Böhmen (Kulmer Steig) eine Burg. Ab etwa 1500 entstand aus dem Rittergut Weesenstein ein Schloss. 1875 war das Schloss exemtes Grundstück, unterstand also nicht der Gemeinde Weesenstein.
Zum Schloss gehört ein Barockgarten südlich des Schlosses im Talbereich.

### Entwicklung der Einwohnerzahl
| Jahr | Einwohner                                           |
| ---- | --------------------------------------------------- |
| 1551 | 1 besessener Mann, 3 Gärtner, 5 Häusler, 7 Inwohner |
| 1764 | 7 Gärtner, 11 Häusler                               |
| 1834 | 226                                                 |
| 1871 | 325                                                 |
| 1890 | 479                                                 |
| 1910 | 402                                                 |

| Jahr | Einwohner |
| ---- | --------- |
| 1925 | 461       |
| 1939 | 427       |
| 1946 | 499       |
| 1950 | 556       |
| 1964 | 441       |
| 1990 | 264       |

## Persönlichkeiten

### Ehrenbürger
- Martin Mutschmann (1879–1947), NSDAP-Gauleiter und Reichsstatthalter von Sachsen[2]

### In Weesenstein geboren
- Hermann Sauppe (1809–1893), klassischer Philologe, Pädagoge und Epigraphiker.
- Hans Schulz-Blochwitz (1888–1967), Kirchenrat, Domkapitular, Genealoge und Heraldiker

### Mit Dorf Weesenstein verbunden
- Walter Timmling (1897–1948), Maler, Kunsthistoriker und Lyriker, lebte von 1946 bis 1948 in Weesenstein.
- Hermann Klemm (1904–1983), evangelischer Pfarrer, Widerstandskämpfer, war 1929–1947 Pfarrer in Weesenstein und Burkhardswalde
- Artur Kunz (1916–2018), Unternehmer, liegt in Weesenstein begraben
- Roland Adolph (1946–1997), evangelischer Pfarrer, verbrachte seine Kindheit in Weesenstein

### Mit Schloss Weesenstein verbunden
- die Burggrafen von Dohna, 1318 urkundliche Ersterwähnung als Doninscher Besitz (Besitz bis zum Verlust der Burggrafschaft 1402):
  - Jeschke von Dohna, Besitzer der Burg (Schloss) Weesenstein von 1394 bis 1402 (Erbteil).
- die Adelsfamilie von Bünau
- das sächsische Herrschergeschlecht Haus Wettin:
  - Friedrich Christian von Sachsen (1722–1763, sächsischer Kurfürst ab 1763)
  - Maximilian von Sachsen (1759–1838)
  - Johann von Sachsen (1801–1873, sächsischer König ab 1854), übersetzte hier Dante
  - Johann Georg von Sachsen (1869–1938)
- Johann Groh (1575–1627), Organist auf Weesenstein.
- Andreas Hammerschmidt (1611/12–1675), Komponist und Organist.
- Johann George Schmidt (1707–1774), Baumeister des Spätbarock; Erbauer der Neuen Kirche
- Friedrich Gottlob Born (1743–1807), Philosoph; Geistlicher ab 1802
- Rolf Hoppe (1930–2018), Schauspieler auf Weesenstein